# کالج یونین
کالج یونین (انگلیسی: Union College) یک کالج هنرهای آزاد خصوصی در نیویورک است.